# Sveagruppen
Sveagruppen Tidnings AB var verksamma som tidningsutgivare av endagarstidningar i Mellansverige. Det grundades 1992 och gick i konkurs 2019.
Sveagruppen grundades av dåvarande Lantmännens Tryckeriförening tillsammans med Dalabygdens Tryckeriförening och Läns-Postens Tryckeriförening. Lantmännens Tryckeriförening stod då som ägare för 65 procent av aktiekapitalet medan de övriga två delägarna delade på återstående 35 procent. 
I augusti 2000 köptes Dalabygdens och Läns-Postens Tryckeriföreningar ut och Lantmännens Tryckeriförening stod kvar som ensamma ägare. Lantmännens Tryckeriförening köptes 2001 av Tidningshuset Kvällsstunden AB som i och med affären också blev ägare till Sveagruppen Tidnings AB. I maj 2012 köpte Reader’s Mind AB alla aktier i Sveagruppen och blev därmed ensam ägare.
Innan konkursen omsatte Sveagruppen Tidnings AB drygt 30 MSEK årligen och hade ett aktiekapital om 3 MSEK. Företaget sysselsatte cirka 50 personer på fem orter i Mellansverige. 
VD och styrelsens ordförande var Olle Wärmlöf som också var VD för moderbolaget.
Efter rekonstruktion och nedläggning av flera av tidningarna uppstod företaget Sveagruppen Media AB under ledning av Bertil Pettersson. Dess återstående utgivning utgörs av Dalabygden, Länsposten, Sörmlandsbygden samt Svea Jord & Skog.

## Tidningar
Sveagruppen utgav följande tidningar:
- Västmanlands Nyheter
- Länsposten (Örebro län)
- Upplands Nyheter
- Gästriklands Tidning
- Dalabygden (Dalarna)
- Sörmlandsbygden
- Svea Jord & Skog